# رنینگرز (پنسیلوانیا)
رنینگرز (به انگلیسی: Renningers) یک منطقهٔ مسکونی در ایالات متحده آمریکا است که در شهرستان سچویلکیلل، پنسیلوانیا واقع شده‌است. رنینگرز ۳٫۰ کیلومتر مربع مساحت و ۳۸۰ نفر جمعیت دارد.